# Guus van Hemert tot Dingshof
Gustaaf Adolf Willem Carel (Guus) baron van Hemert tot Dingshof (Haastrecht, 8 juni 1915 - Doorn, 3 mei 1994) was een Nederlands politicus. Hij was (waarnemend) burgemeester van verschillende gemeentes en namens de Volkspartij voor Vrijheid en Democratie lid van de Eerste Kamer der Staten-Generaal.
Van Hemert tot Dingshof was VVD-senator in de jaren zeventig, die als zoon van een adellijke Zuid-Hollandse burgemeester (G.V.W. baron van Hemert tot Dingshof) opgroeide in de sfeer van het binnenlands bestuur. Hij werd zelf burgemeester van het Utrechtse Maarn. In de Eerste Kamer was hij woordvoerder verkeer en waterstaat en volkshuisvesting en ondervoorzitter van de Kamer.
- Biografisch Portaal: 33520235
- Parlement.com: vg09llgle2zw